# 小匈牙利平原
小匈牙利平原 是一片位於匈牙利西北部、奧地利東部和斯洛伐克西南部的平原。面積約8,000平方公里，是潘諾尼亞平原的一部份。
在斯洛伐克稱為「多瑙河低地」。